# 페데리코 롬바르디
페데리코 롬바르디(이탈리아어: Federico Lombardi, 1942년 8월 19일 ~ )는 이탈리아 출신의 가톨릭 사제이자 옛 교황청 언론 공보실장이다.

## 젊은 시절과 서품
롬바르디는 이탈리아 피에몬테주 살루초에서 태어났으며, 독일에서 수학과 신학을 공부하였다. 그는 1972년에 예수회의 사제가 되었고 예수회가 발행하는 가장 큰 영향을 지닌 잡지인 라 치빌타 카톨리카에서 일했으며, 예수회의 이탈리아 관구장으로 있었다.

## 바티칸 라디오
롬바르디는 1991년에 바티칸 라디오의 프로그램 디렉터가 되었고 2005년에 국장으로 임명되었다. 그는 또한 2001년에 다리오 에도아르도 비가노를 이어 바티칸 텔레비전 방송국의 국장이 되어 2013년까지 자리에 있었다.

## 교황청 언론 공보실
2006년 7월 11일, 교황 베네딕토 16세는 22년간 일했던 호아킨 나바로발스를 대신하여 그를 교황청 언론 공보실 실장으로 임명하였다.